# Сирсакер
Сирсакер (англ. seersucker), или жатый ситец — это тонкая, шероховатая, полностью хлопчатобумажная ткань, обычно полосатая или клетчатая, используемая для изготовления весенней и летней одежды. Слово происходит от персидских слов شیر . shîr и شکر shakar, что буквально означает «молоко и сахар», намекая на сходство гладких и шероховатых полос ткани с гладкой текстурой молока и неровной текстурой сахара, соответственно.
Сирсакер ткут таким образом, что некоторые нити сбиваются вместе, что придает ткани местами морщинистый вид. Этот эффект часто достигается при плетении за счет того, что нити для жатых полос подаются с большей скоростью, чем нити гладких полос (они не обязательно должны быть, но часто бывают разных цветов). Эта особенность заставляет ткань в основном держаться подальше от кожи при ношении, облегчая отвод тепла и циркуляцию воздуха. Из-за этого гладить такую ткань утюгом не обязательно.
Чаще всего из сирсакера шьют костюмы, шорты, рубашки, шторы, платья и халаты. Самые распространенные цвета для него — белый и синий; однако он производится в самых разных цветах, обычно с чередующимися цветными полосами и складчатыми белыми полосами, немного шире тонких полосок.
В британский колониальный период сирсакер был популярен в Индии и других колониях с жарким климатом. В Испанской Ост-Индии аналогом служила ткань райадильо, из которой шили военную форму (в том числе для испанских колоний в Африке). В США XIX века сирсакер служил основой летнего гардероба джентльменов. На Юге США до появления кондиционеров эта лёгкая ткань была особенно востребована из-за жаркого и влажного климата.

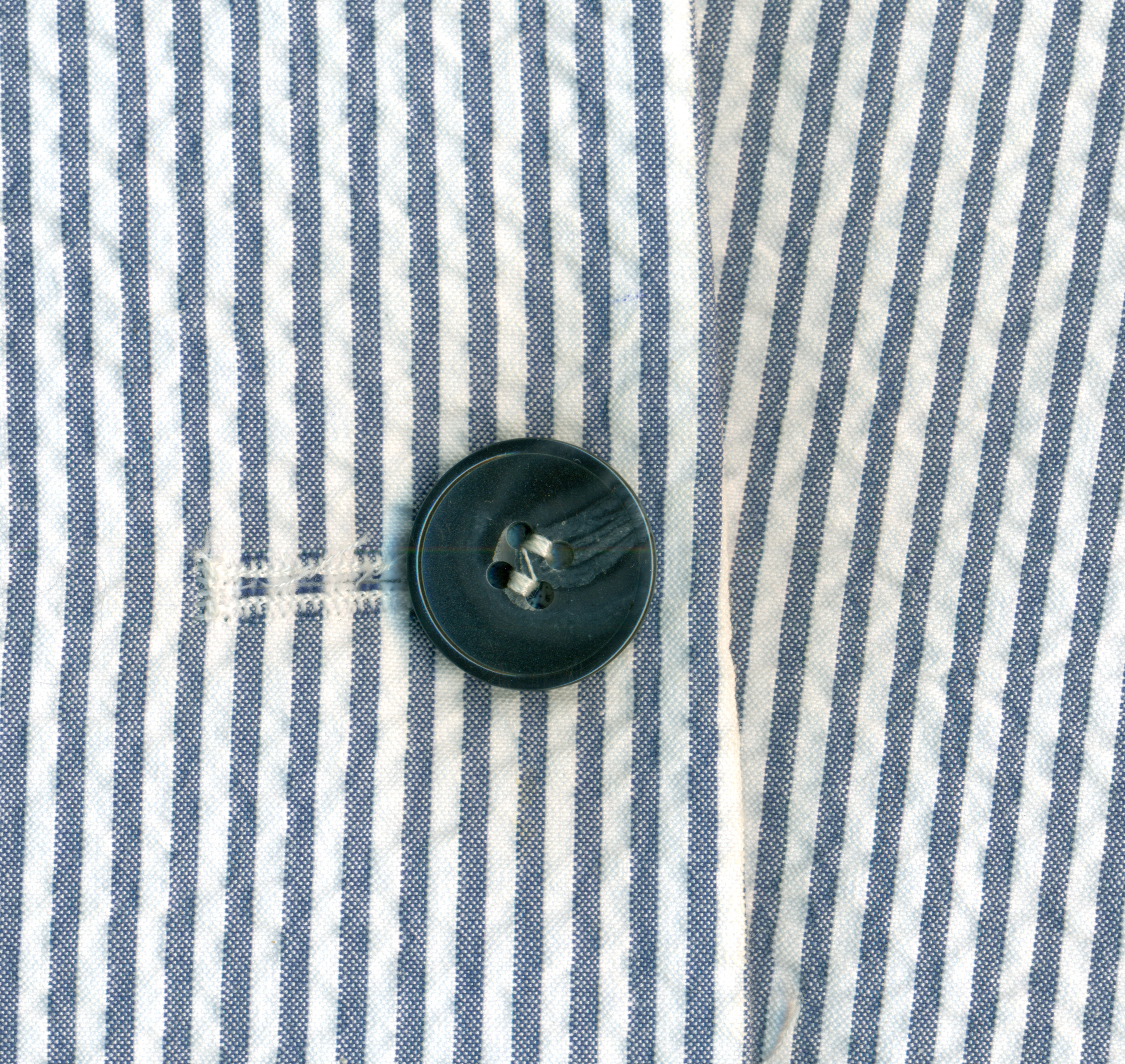
Синий и белый — самая распространенная комбинация цветов для сирсакера
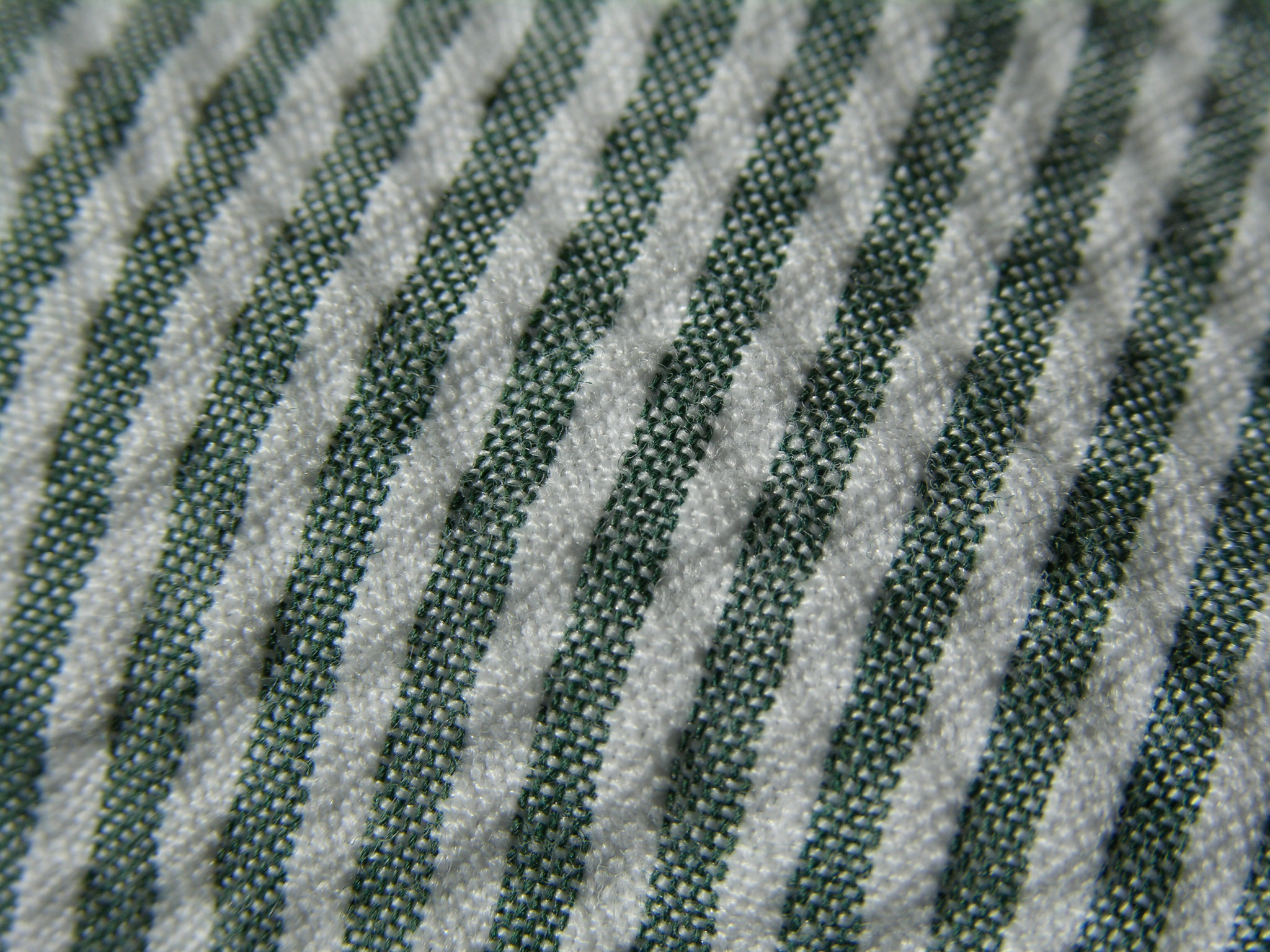
Сжатие белых полосок ткани видно крупным планом
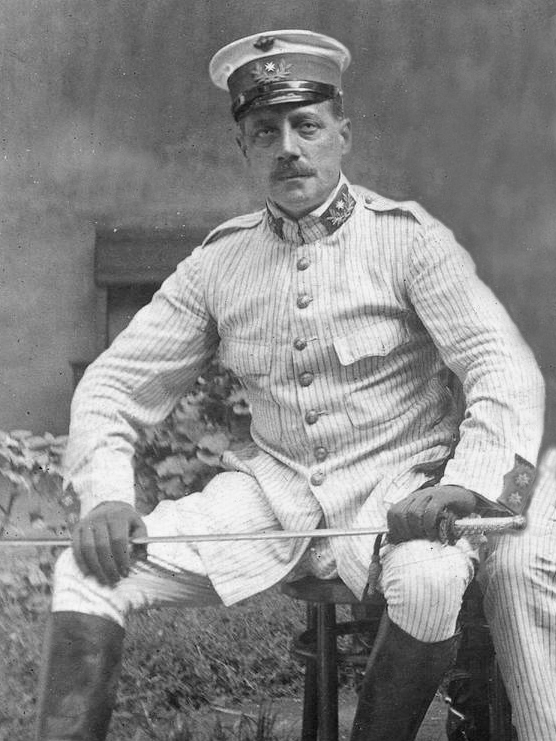
Испанский офицер начала XX века в форме из райадильо